# Olympische Sommerspiele 1912/Schießen – Laufender Hirsch 100 m Doppelschuss (Männer)
Der Schießwettkampf über 100 m Doppelschuss Laufender Hirsch bei den Olympischen Spielen 1912 in Stockholm wurde am 3. Juli auf der Stora Skuggans skjutbanor ausgetragen.

## Ergebnisse
| Rang | Athlet               | Nation             | Punkte |
| ---- | -------------------- | ------------------ | ------ |
| 1    | Åke Lundeberg        | Schweden           | 79     |
| 2    | Edward Benedicks     | Schweden           | 74     |
| 3    | Oscar Swahn          | Schweden           | 72     |
| 4    | Alfred Swahn         | Schweden           | 68     |
| 4    | Per-Olof Arvidsson   | Schweden           | 68     |
| 6    | Anders Lindskog      | Schweden           | 67     |
| 7    | Erik Sökjer-Petersén | Schweden           | 65     |
| 8    | Emil Lindewald       | Schweden           | 64     |
| 9    | Gustaf Lyman         | Schweden           | 61     |
| 10   | Charles de Jaubert   | Frankreich         | 60     |
| 11   | Walter Winans        | Vereinigte Staaten | 59     |
| 12   | Hjalmar Frisell      | Schweden           | 58     |
| 12   | Johan Ekman          | Schweden           | 58     |
| 14   | Wilhelm Dybäck       | Schweden           | 57     |
| 15   | William Leushner     | Vereinigte Staaten | 49     |
| 16   | Heinrich Elbogen     | Österreich         | 48     |
| 17   | Erland Koch          | Deutsches Reich    | 47     |
| 17   | Albert Preuß         | Deutsches Reich    | 47     |
| 19   | Dmitri Barkow        | Russland           | 39     |
| 20   | Wassili Skrozki      | Russland           | 32     |